# Gymnothorax polygonius
Gymnothorax polygonius är en fiskart som beskrevs av Poey, 1875. Gymnothorax polygonius ingår i släktet Gymnothorax och familjen Muraenidae. Inga underarter finns listade i Catalogue of Life.